# NGC 2511
NGC 2511 è una galassia a spirale situata nella costellazione del Cane Minore, a una distanza di circa 226 milioni di anni luce dalla nostra Via Lattea.

## Scoperta
La galassia è stata scoperta il 31 gennaio 1851 dall'astronomo irlandese Bindon Stoney.

## Descrizione
Il nucleo di NGC 2511 presenta forti emissioni nell'ultravioletto; per questo è stata inserita nel catalogo di Markarian con il codice Mrk 1207 (MK 1207).